# Antipodocottus mesembrinus
Antipodocottus mesembrinus is een straalvinnige vissensoort uit de familie van donderpadden (Cottidae). De wetenschappelijke naam van de soort is voor het eerst geldig gepubliceerd in 1983 door Fricke & Brunken.